# NGC 300
Az NGC 300 (más néven Caldwell 70) egy spirálgalaxis a Sculptor (Szobrász) csillagképben.

## Felfedezése
James Dunlop fedezte fel a galaxist 1826. augusztus 5-én.

## Megfigyelési lehetőség

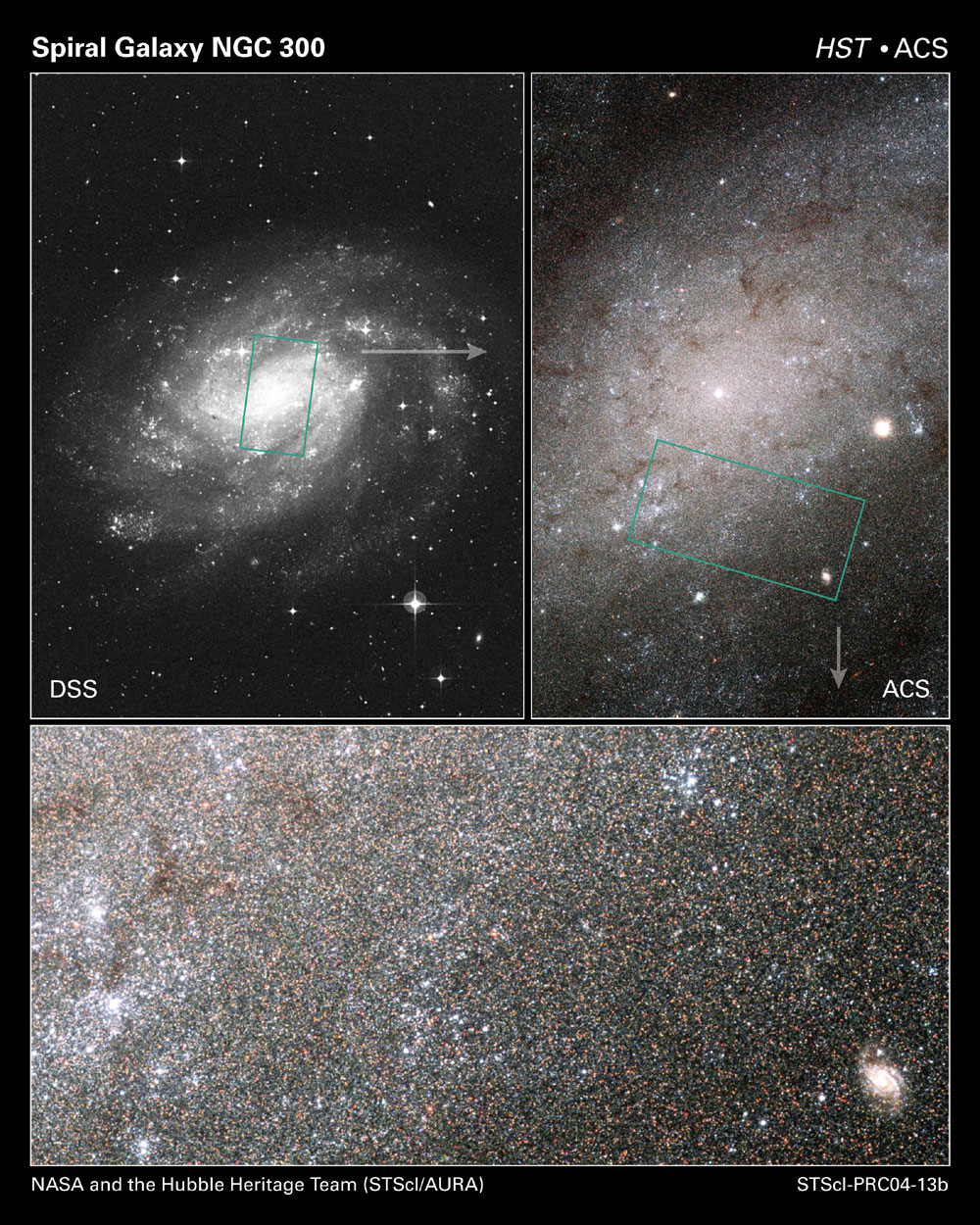
A Hubble űrtávcső által készített felvételek

## Tudományos adatok
A galaxis 144 km/s sebességgel távolodik tőlünk.